# 神林長平
神林 長平（かんばやし ちょうへい、本名：高柳 清、1953年7月10日 - ）は、日本のSF作家。「SF作家第三世代」を代表する作家。日本SF作家クラブでは11代目会長だったが、2014年に退会した。

## 略歴
- 1953年 - 新潟県新潟市に生まれる。
- 1972年 - 長岡工業高等専門学校卒業。
- 1979年 - 「狐と踊れ」が第5回ハヤカワ・SFコンテストに佳作入選[1]、『SFマガジン』9月号に掲載されデビュー。
- 1983年 - 第14回星雲賞日本短編部門を「言葉使い師」（『言葉使い師』収録）にて受賞[2]。
- 1984年 - 第15回星雲賞日本長編部門を『敵は海賊・海賊版』、日本短編部門を「スーパー・フェニックス」（『戦闘妖精・雪風』収録）にて受賞[2]。ダブル受賞は第1回の筒井康隆以来となる。
- 1985年 - 第16回星雲賞日本長編部門を『戦闘妖精・雪風』にて受賞[2]。
- 1987年 - 第18回星雲賞日本長編部門を『プリズム』にて受賞[2]。
- 1995年 - 第16回日本SF大賞を『言壺』にて受賞[3]。
- 1998年 - 第29回星雲賞日本長編部門を『敵は海賊・A級の敵』にて受賞[2]。
- 2000年 - 第31回星雲賞日本長編部門を『グッドラック 戦闘妖精・雪風』にて受賞[2]。
- 2001年 - 日本SF作家クラブ会長（11代目）就任。
- 2013年 - 第44回星雲賞日本短編部門を「いま集合的無意識を、」（『いま集合的無意識を、』収録）にて受賞[2]。

## 著書

### 火星3部作
- あなたの魂に安らぎあれ（1983年1月 早川書房 / 1986年3月 ハヤカワ文庫JA）
- 帝王の殻（1990年2月 中央公論社 / 1995年9月 ハヤカワ文庫JA）
- 膚の下（2004年4月 早川書房 / 2007年3月 ハヤカワ文庫JA【上・下】）

### 「敵は海賊」シリーズ
- 敵は海賊・海賊版（1983年9月 ハヤカワ文庫JA / 2010年8月 ハヤカワ文庫JA【新装版】）
- 敵は海賊・猫たちの饗宴（1988年1月 ハヤカワ文庫JA）
- 敵は海賊・海賊たちの憂鬱（1991年5月 ハヤカワ文庫JA）
- 敵は海賊・不敵な休暇（1993年9月 ハヤカワ文庫JA）
- 敵は海賊・海賊課の一日（1995年5月 ハヤカワ文庫JA）
- 敵は海賊・A級の敵（1997年7月 ハヤカワ文庫JA）
- 敵は海賊・正義の眼（2007年6月 ハヤカワ文庫JA）
- 敵は海賊・短篇版（2009年8月 ハヤカワ文庫JA）
  - 収録作品：敵は海賊 / わが名はジュティ、文句あるか / 匋冥の神 / 被書空間
- 敵は海賊・海賊の敵（2013年1月 ハヤカワ文庫JA）

### 戦闘妖精・雪風シリーズ
- 戦闘妖精・雪風（1984年2月 ハヤカワ文庫JA）
  - 戦闘妖精・雪風〈改〉（2002年4月 ハヤカワ文庫JA） - 細部を『グッドラック』にあわせ一部改稿。
- グッドラック 戦闘妖精・雪風（1999年5月 早川書房 / 2001年12月 ハヤカワ文庫JA）
- アンブロークンアロー 戦闘妖精・雪風（2009年7月 早川書房 / 2011年3月 ハヤカワ文庫JA）
- アグレッサーズ 戦闘妖精・雪風（2022年4月 早川書房）
- インサイト 戦闘妖精・雪風（2025年2月 早川書房）

### 長編
- 七胴落とし（1983年2月 ハヤカワ文庫JA）
- 太陽の汗（1985年9月 光文社文庫 / 1990年11月 ハヤカワ文庫JA）
- 宇宙探査機 迷惑一番（1986年9月 光文社文庫 / 2002年8月 ハヤカワ文庫JA）
- 蒼いくちづけ（1987年7月 光文社文庫 / 2002年9月 ハヤカワ文庫JA）
- 機械たちの時間（1987年9月 トクマ・ノベルズ / 1995年11月 ハヤカワ文庫JA）
- ルナティカン（1988年5月 光文社文庫 / 2003年3月 ハヤカワ文庫JA）
- 親切がいっぱい（1990年5月 光文社文庫 / 2003年8月 ハヤカワ文庫JA）
- 死して咲く花、実のある夢（1992年2月 徳間書店 / 1996年10月 ハヤカワ文庫JA）
- 猶予の月（1992年5月 早川書房 / 1996年6月 ハヤカワ文庫JA【上・下】）
- 天国にそっくりな星（1993年2月 光文社文庫 / 2004年2月 ハヤカワ文庫JA）
- 魂の駆動体（1995年10月 波書房 / 2000年3月 ハヤカワ文庫JA）
- 永久帰還装置（2001年11月 朝日ソノラマ / 2008年3月 ハヤカワ文庫JA）
- ラーゼフォン 時間調律師（2002年9月 徳間デュアル文庫）- BONES、出渕裕原作。テレビアニメ『ラーゼフォン』のシェアード・ワールド小説。
- ぼくらは都市を愛していた（2012年7月 朝日新聞出版 / 2015年1月 朝日文庫）
- だれの息子でもない（2014年11月 講談社 / 2017年5月 講談社文庫）
- 絞首台の黙示録（2015年10月 早川書房 / 2018年3月 ハヤカワ文庫JA）
- フォマルハウトの三つの燭台〈倭篇〉（2017年5月 講談社 / 2025年3月 講談社文庫）
- オーバーロードの街（2017年9月 朝日新聞出版 / 2021年5月 朝日文庫）
- 先をゆくもの達（2019年8月 早川書房）
- レームダックの村（2019年11月 朝日新聞出版）

### 連作短編集
- プリズム（1986年8月 ハヤカワ文庫JA）
- 今宵、銀河を杯にして（1987年5月 徳間書店 / 1995年7月 ハヤカワ文庫JA）
- 過負荷都市（1988年12月 トクマ・ノベルズ / 1996年3月 ハヤカワ文庫JA）
- Uの世界（1989年3月 徳間書店 / 1996年8月 ハヤカワ文庫JA）
- 完璧な涙（1990年5月 ハヤカワ文庫JA）
- 我語りて世界あり（1990年11月 徳間書店 / 1996年1月 ハヤカワ文庫JA）
- 言壺（1994年11月 中央公論社 / 2000年2月 中公文庫 / 2011年6月 ハヤカワ文庫JA）
- ライトジーンの遺産（1997年1月 朝日ソノラマ / 1999年1月 ソノラマ文庫【上・下】 / 2008年10月 ハヤカワ文庫JA）
- 小指の先の天使（2003年2月 早川書房 / 2006年3月 ハヤカワ文庫JA）

### 短編集
- 狐と踊れ（1981年10月 ハヤカワ文庫JA / 2010年4月 ハヤカワ文庫JA【新版】） - 新版では『敵は海賊・短篇版』に再録された「敵は海賊」が除かれ、短編4篇が追加されている。
  - 収録作品：ビートルズが好き / 返して！ / 狐と踊れ / ダイアショック / 敵は海賊（旧版のみ） / 落砂（新版のみ） / 蔦紅葉（新版のみ） / 縛霊（新版のみ） / 奇生（新版のみ） / 忙殺
- 言葉使い師（1983年6月 ハヤカワ文庫JA）
  - 収録作品：スフィンクス・マシン / 愛娘 / 美食 / イルカの森 / 言葉使い師 / 甘やかな月の錆
- 時間蝕（1987年9月 ハヤカワ文庫JA）
  - 収録作品：渇眠 / 酸性雨 / 兎の夢 / ここにいるよ
- 麦撃機の飛ぶ空（2004年3月 ヒヨコ舎）
  - 収録作品：All clear / 愛しのリューラ / ファントム / 過速 / マシン・チャイルド / God be with you. / エデン / 怒髪 / 和の君 / とんでもない猿たち / 射性 / 麦撃 / 炎帝朱夏
- 鏡像の敵（2005年8月 ハヤカワ文庫JA）
  - 収録作品：渇眠 / 痩せても狼 / ハイブリアンズ / 兎の夢 / ここにいるよ / 鏡像の敵
- いま集合的無意識を、（2012年3月 ハヤカワ文庫JA）
  - 収録作品：ぼくの、マシン / 切り落とし / ウィスカー / 自・我・像 / かくも無数の悲鳴 / いま集合的無意識を、

### アンソロジー
「」内が神林長平の作品
- S-Fマガジン・セレクション 1981（1983年4月 ハヤカワ文庫JA）「抱いて熱く」
- S-Fマガジン・セレクション 1982（1984年1月 ハヤカワ文庫JA）「フェアリイ・冬」
- S-Fマガジン・セレクション 1983（1984年6月 ハヤカワ文庫JA）「ペンタグラム」
- S-Fマガジン・セレクション 1984（1985年6月 ハヤカワ文庫JA）「被書空間」
- S-Fマガジン・セレクション 1985（1986年7月 ハヤカワ文庫JA）「完璧な涙」
- S-Fマガジン・セレクション 1988（1989年5月 ハヤカワ文庫JA）「射性」
- S-Fマガジン・セレクション 1989（1990年7月 ハヤカワ文庫JA）「痩せても狼」
- S-Fマガジン・セレクション 1990（1991年6月 ハヤカワ文庫JA）「父の樹」
- 2001（2000年12月 早川書房）「なんと清浄な街」
- 逆想コンチェルト 奏の1 イラスト先行・競作アンソロジー（2010年6月 徳間書店）「自・我・像」
- NOVA 2 書き下ろし日本SFコレクション（2010年7月 河出文庫）「かくも無数の悲鳴」
- ぼくの、マシン ゼロ年代日本SFベスト集成〈S〉（2010年10月 創元SF文庫）「ぼくの、マシン」
- 拡張幻想 年刊日本SF傑作選（2012年6月 創元SF文庫）「いま集合的無意識を、」
- てのひらの宇宙 星雲賞短編SF傑作選（2013年3月 創元SF文庫）「言葉使い師」
- 日本SF全集 3 1978〜1984（2014年1月 出版芸術社）「言葉使い師」
- 日本SF短篇50 II 日本SF作家クラブ創立50周年記念アンソロジー（2013年4月 ハヤカワ文庫JA）「妖精が舞う」
- SFマガジン700【国内篇】 創刊700号記念アンソロジー（2014年5月 ハヤカワ文庫SF）「幽かな効能、機能・効果・検出」
- 楽園追放 rewired サイバーパンクSF傑作選（2014年10月 ハヤカワ文庫JA）「TR4989DA」
- ヴィジョンズ（2016年10月 講談社）「あなたがわからない」
- 2010年代SF傑作選 1（2020年2月 ハヤカワ文庫JA）「鮮やかな賭け」

エッセイ・評論など
- 本棚2（2008年9月 アスペクト)
  - 【改題】作家の本棚（2012年5月 アスペクト文庫）
- 未来力養成教室（2013年7月 岩波書店）「想像しなくては生きていけない」
- 猫は名探偵（2015年11月 竹書房文庫）「猫に学ぶ」

### 単行本未収録作品
- 鮮やかな賭け（S-Fマガジン 2019年10月号）

## 関連作品
敵は海賊〜猫たちの饗宴〜
- Vol.1 猫じゃらし作戦（前編）
- Vol.2 猫じゃらし作戦（後編）
- Vol.3 猫かぶり前哨戦（前編）
- Vol.4 猫かぶり前哨戦（後編）
- Vol.5 猫いらず大騒動（前編）
- Vol.6 猫いらず大騒動（後編）

1990年にキティフィルムによって製作された『敵は海賊・猫たちの饗宴』を原作にした、WOWOW初の衛星放送アニメ。後にOVA化。ラテル、アプロのドタバタを中心に描く。2003年にDVD-BOXとして再発。
戦闘妖精・雪風
- 戦闘妖精雪風 OPERATION:1
- 戦闘妖精雪風 OPERATION:2
- 戦闘妖精雪風 OPERATION:3
- 戦闘妖精雪風 OPERATION:4
- 戦闘妖精雪風 OPERATION:5

GONZOによって製作された『戦闘妖精・雪風』『グッドラック』をベースにしたOVA作品。全5作。

戦闘妖精・雪風解析マニュアル
早川書房編集部によるOVAの関連商品ではあるが、今まで単行本未収録だった「被書空間」と書き下ろしの「ぼくの、マシン」が収録されている。
「被書空間」は1984年に著者が雪風の「スーパーフェニックス」と、「敵は海賊・海賊版」で星雲賞短編部門・長編部門を同時受賞した記念に書かれた短編で、海賊課のメンバーと雪風がニアミスする作品である。「ぼくの、マシン」は零の幼時を題材にしており、「グッドラック」を補完する内容となっている。
これ以外にも、著者の公演録などが収録されている。なお、本書の用語集等はファンによる二次著作物であり、必ずしも原作に沿っているわけではない。
戦闘妖精少女 たすけて! メイヴちゃん
OVA版戦闘妖精・雪風からスピンオフした作品（2005年2月24日発売）。
OVA版雪風のメカデザイナー・山下いくとの落書きに描かれたキャラクターがアニメ化されたもので、神林との直接の関わりはない。ただ、ある部分に登場する「雪風」のマーキング文字は神林の直筆を使用している。
監督：もりたけし、制作：スタジオ・ファンタジア。
神林長平トリビュート
2009年11月 早川書房 / 2012年4月 ハヤカワ文庫JA
公式アンソロジー短編集。桜坂洋の「狐と踊れ」、辻村深月の「七胴落とし」、仁木稔の「完璧な涙」、円城塔の「死して咲く花、実のある夢」、森深紅の「魂の駆動体」、虚淵玄の「敵は海賊」、元長柾木の「我語りて世界あり」、海猫沢めろんの「言葉使い師」が収録されている。この他、伊藤計劃による「過負荷都市」の収録が予定されていた。
完璧な涙
ラジオドラマ化（NHK-FM 青春アドベンチャー 1997年9月8日 - 9月19日（全10回））
コミック化（画：東城和実 早川書房 2011年3月 1巻・2012年3月 2巻）